# Resecció transuretral de pròstata
La resecció transuretral de pròstata (RTU) és una intervenció quirúrgica que consisteix en l'extirpació de la part interna de la pròstata (i possibles teixits afectats de la bufeta i uretra). Es duu a terme mitjançant un cistoscopi (un aparell endoscòpic). S'hi accedeix a partir del forat de la uretra.

## Indicacions
A mesura que els homes es fan grans la pròstata es fa més grossa i, això, pot desencadenar tota una sèrie de problemes a l'hora d'orinar. Hi ha situacions particulars que requereixen una RTU.
En augmentar la pròstata, aquesta pot sagnar, facilitar les infeccions urinàries, dificultat en la micció (per a buidar la bufeta i amb micció lenta), dilatació dels urèters i pelvis renals i càlculs a la bufeta. Si no millora la simptomatologia amb medicaments pot requerir la RTU.
Si la RTU està contraindicada, un uròleg pot considerar una prostatectomia simple.

## Procediment

### Preoperatori
Per a dur a terme aquesta intervenció quirúrgica cal fer un bon preoperatori amb les visites mèdiques adients, exploració física, anàlisi de sang, interrupció de tractament amb fàrmacs que poden influenciar en l'estat de la sang, entre d'altres. Alguns d'aquests fàrmacs són: ibuprofèn, warfarina, clopidogrel i aspirina.
El mateix dia de la intervenció hom s'haurà de mantenir un dejú de 8 hores aproximadament.

### Postoperatori
L'estada a l'hospital serà d'entre 1 i 3 dies. Al final de la cirurgia es deixarà posada una sonda de Foley, per a eliminar la sang i orina de l'interior. Al començament l'orina serà hemàtica i anirà amb irrigació continuada amb sèrums que ajudaran a extreure totes les restes de la intervenció. A poc a poc la sang serà més clara i, llavors, ja es podrà retirar la sonda vesical.
Aquesta sonda té dues llums, la primera permet els rentaments continuats amb sèrum fisiològic i, per l'altre surt l'orina que va a parar a una bossa de control de diüresi per a veure el color i quantitat d'orina.
Aquesta sonda, a causa de l'obstrucció o els espasmes de la musculatura urinària, pot vessar, és a dir, perdre orina. Això, es produeix sovint. En cas d'obstrucció i presència de coàguls, també es poden fer rentades manuals.
Un cop l'orina surti de color clar es retiraran els rentaments continuats i al cap de dos o tres dies ja es podrà retirar la sonda vesical. Les primeres miccions després de la retirada poden provocar disúria i diüresi poc abundant.
La persona podrà començar a tolerar dieta al cap de 6 hores aproximadament després de la intervenció quirúrgica. Després ja podrà reprendre la seva alimentació normal. Pel que fa a la mobilització, la persona haurà d'estar en repòs fins a l'endemà de la intervenció. Un cop passat aquest període ja es podrà aixecar i caminar.

## Riscos
Com totes les intervencions quirúrgiques la RTU té associats uns riscos per a la persona en relació amb la intervenció mateixa i amb l'anestèsia.
Algunes de les situacions que poden aparèixer, tot i que no sempre, són: problemes en el control de l'orina, problemes d'erecció, estenosi uretral, síndrome de resecció transuretral que consisteix en la presència i acumulació d'aigua a l'interior, lesions en estructures internes durant la intervenció, entre d'altres.
Altres riscos més associats a tota intervenció quirúrgica i a preparació són: hemorràgia, al·lèrgia alguns medicament, infecció de la zona, problemes respiratoris, coàguls, entre d'altres.
Els riscos esmentats no sempre són presents. Els que s'han mencionat primerament poden ser més freqüents que els darrers.